# Stanlio e Ollio l'irresistibile coppia
Stanlio & Ollio l'irresistibile coppia (The Best of Laurel and Hardy) è un'antologia del 1965 diretta da Alan James e Morrie Roizman in onore dei due comici più famosi del mondo Laurel & Hardy.

## Trama
Il film racchiude una serie di spezzoni (11 in tutto) delle comiche e dei film migliori girati dal duo all'apice del loro successo.
Stanlio e Ollio appaiono in molti ruoli: essendo all'inizio vagabondi in pericolo di essere arrestati, i due accettano la proposta di un poliziotto alquanto pasticcione, scegliendo di fingere di rubare in casa del capo della polizia, affinché la guardia abbia un aumento. Tuttavia a causa di esilaranti equivoci il generale crederà che il suo sottoposto sia il ladro e lo fa rinchiudere. Di seguito Stanlio e Ollio si ritrovano nel periodo di Natale a mendicare per le strade innevate suonando l'uno un organetto e l'altro un contrabbasso. La fortuna pare che stia sorridendo ai due quando vedono i loro strumento distrutti da un carro mediante il ritrovo di un portafoglio pieno di quattrini. I due così decidono assieme a un poliziotto di andare a mangiare un boccone al ristorante ma Stanlio e Ollio scopriranno che qual portafogli sarà proprio quello che il poliziotto aveva perduto pochi attimi prima di incontrare i due. Successivamente i due pasticcioni amici, avendo due mogli ora, decidono di ingannarle spedendole ad Atlantic City mentre loro se la sarebbero spassata al night club con gli amici. Tuttavia Stanlio scambia i suoi stivali con quelli di Ollio e l'operazione di rimozione sarà piuttosto ardua dato che a Oliver vanno strettissimi. A complicare la faccenda saranno le mogli tornate in casa dato che i biglietti per il treno erano finiti. Divenuti poveri, Stanlio e Ollio alloggiano in un alberghetto cercando di nascondere al severo padrone la presenza di un bastardino di nome Vercingetorige. Cosa facile per un normale individuo ma non per i due simpatici amici che finiranno per distruggere il letto e il camino dell'ostello, facendo andare su tutte le furie il padrone. Finiti soli in campagna con solo un'automobile e una tenda da campeggio, i due chiedono in giro l'elemosina, incappando nella casa di una anziana attrice intenta nel provare una nuova commedia per il teatro locale. La trama prevede le sventure di una donna a causa del crudele ipotecario che vorrebbe sfrattarla di casa. Stanlio e Ollio, ospitati dalla donna, credono veramente che si trovi nei guai e decidono di vendere l'auto per ricavare un po' di soldini da donare alla vecchia. Malgrado ciò Stanlio e Ollio riescono a distruggere il veicolo e Ollio, vedendo un portafogli in tasca di Stanlio messogli da un ubriacone, crede che lui abbia rubato i soldi alla signora. Quando Ollio scoprirà l'errore la furia di Stanlio sarà incontenibile. Dato che sono gli anni del proibizionismo, Stanlio e Ollio tentano di vendere birra falsa ma vengono subito scoperti dalla polizia che li porta in carcere. Lì i due pasticcioni compari incontreranno il "Tigre", capobanda di un gruppo di ribelli che hanno intenzione di scatenare una sommossa di tutti i carcerari, ma tutto ciò che i due amici riusciranno a combinare è l'involontaria scoperta dei piani del Tigre e la loro scarcerazione immediata con un premio del direttore. Ollio decide di trovare moglie e così si fidanza con la figlia di un certo Finlayson, famosissima vittima dei pasticci della coppia, il quale appena vede la foto di Ollio urla un "no" secco. Ollio così decide di scappare via con la fidanzata, assai enorme di mole, e Stanlio anziché chiamare un taxi porta un'automobile di proporzioni microscopiche. Tale situazione ritarderà di molto le nozze dei due amanti che alla fine si concluderanno con lo sposalizio involontario di Stanlio con Ollio a causa dello strabismo del giudice di pace. Ollio finito in ospedale a causa di un brutto incidente alla gamba, riceve al visita del acro amico che gli procurerà nient'altro che guai. Infatti Stanlio farà montare su tutte le furie il dottore il quale, dopo aver rischiato la morte da una finestra all'ultimo piano dell'edificio, congeda Ollio ordinandogli di sparire assieme a Stanlio una volta per tutte. Ma le risate non sono ancora finite: infatti Stanlio prima di andarsene si siede su una siringa contenente un sonnifero che lo farà addormentare durante la traversata in macchina verso casa con Ollio ingessato seduto sul sedile posteriore. Risposatosi nuovamente, Ollio non può più andare a gozzovigliare fuori casa, specialmente con l'amico Stan. Infatti la donna glielo proibisce e minaccia l'impensabile solo se il marito si fosse permesso di citare Stanlio in una conversazione. Quando la moglie scopre che Ollio e Stanlio si stavano mettendo d'accordo per andare ad una lotteria, s'infuria a morte e prende a randellate sia lui che il marito. Scappati dall'appartamento, Stanlio consiglia all'amico di adottare un bambino affinché la moglie così sarebbe stata impegnata giorno e notte ad accudirlo. Ollio accetta l'idea e prende un pargolo ma quando torna in casa scopre che la moglie è partita seriamente chiedendo inoltre il divorzio. Così Ollio si ritrova padre e costretto a badare al piccolo assieme a Stanlio che già ha cominciato a piangere ed a urlare. I trascorreranno una notte insonne e molte altre, finché non riportano il piccolo da dove l'avevano preso. Nei dintorni del porto si aggira un crudele capitano in cerca di mozzi per la sua nave, ritenuta dai locali stregata. L'uomo minaccia tutti quelli che fanno tali insinuazioni dichiarando loro di rigirar loro il capo "da sud a nord". Per fortuna sulla banchina vi sono Stanlio e Ollio a pescare i quali saranno le cavie del capitano per catturare quante più persone possibile per la nave; il guai è che anche loro saranno le vittime del capitano. Nella nave una notte accade che un marinaio ubriaco finisce in una pozza di vernice bianca imbrattandosi da capo a piedi apparendo alle persone come un vero fantasma. Anche Stanlio e Ollio s'imbatteranno in questo strano figuro e ne pagheranno le conseguenze col severo capitano. Non sapendo i due che possiedono due gemelli di nome Alfie Laurel e Bert Hardy, Stanlio e Ollio finiranno in molti guai e scambi di persone, guadagnandosi l'ira delle due mogli. Infatti i due gemelli sono assolutamente pestiferi e non badano a nessuna regola, sebbene siano pasticcioni e inetti quanto i due cugini Stanlio e Ollio i quali per colpa loro verranno presi di mira anche dalla mafia fino al riconoscimento finale.

## Elenco delle comiche
Nota: i film e i cortometraggi sono elencati in ordine di produzione.
- I ladroni (Night Owls) (1930)
- Sotto zero (Below Zero) (1930)
- La bugia (Be Big!) (1931)
- Non c'è niente da ridere (Laughing Gravy) (1931)
- Andiamo a lavorare (One Good Turn) (1931)
- Muraglie (Pardon Us) (1931)
- La sposa rapita (Our Wife) (1931)
- Ospedale di contea (County Hospital) (1932)
- Un'idea geniale (Their First Mistake) (1932)
- Il fantasma stregato (The Live Ghost) (1934)
- Allegri gemelli (Our Relations) (1936)